# 奇卡帕
奇卡帕是剛果民主共和國开赛省的首府，毗鄰與安哥拉接壤的邊界，自二十世紀初期是主要的開採鑽石中心，市內有機場設施，2004年人口366,503。

## 外部連結
- Map from Texas University library indicating Tshikapa's location（页面存档备份，存于）

6°25′S 20°48′E / 6.417°S 20.800°E